# Beatriz de Saboia, Senhora de Vilhena
Beatriz de Saboia (em italiano:  Beatrice di Savoia; Saboia, c.1250 - Castela, 23 de fevereiro de 1292) foi uma nobre italiana da Casa de Saboia, filha de Amadeu IV, Conde de Saboia e da sua segunda mulher, Cecília de Baux.

## Biografia
Esteve prometida em casamento ao Infante Jaime d'Aragão (depois Rei de Maiorca), varão secundogénito de Jaime I de Aragão. O noivado foi rompido a 11 de Agosto de 1266. Beatriz se casou em primeiras núpcias a 21 de outubro de 1268 com Pedro de Chalon, Senhor de Châtelbelin, que morreria seis anos mais tarde sem descendência. Casou em segundas núpcias com o Infante Manuel de Castela, senhor de Villena, Escalona e Peñafiel, filho de Fernando III de Castela e irmão mais novo de Afonso X, o Sábio. Ficou conhecida como Senhora de Vilhena devido ao senhorio do seu marido. Desde casamento resultou o único filho que se conhece de Beatriz de Saboia:
- Infante João Manuel de Castela, Príncipe de Vilhena (1282-1348).

O seu marido, o Infante D. Manuel, morre um ano após o nascimento do filho, que lhe sucedeu nos seus senhorios. D. Beatriz cuidou do seu filho e do património deste até à sua morte 9 anos depois. O pequeno infante, orfão aos 10 anos, seria depois posto a cargo do seu tio o Rei Sancho IV de Castela. Através do seu filho, Beatriz de Saboia é ascendente da família portuguesa de Vilhena.